# Them Crooked Vultures
Them Crooked Vultures [ðɛm ˈkru̇-kəd ˈvʌlʧɚs] (zu deutsch etwa Diese Krummen Aasgeier, im Sinne von korrupten Anzugträgern) ist eine Hard-Rock-Supergroup, die sich im Jahr 2009 in Los Angeles gründete. Sie umfasst den Sänger und Gitarristen Josh Homme (Queens of the Stone Age, Kyuss), den vor allem durch Led Zeppelin bekannt gewordenen Bassisten, Mandolinenspieler und Keyboarder John Paul Jones und den Schlagzeuger Dave Grohl (Foo Fighters und Queens of the Stone Age, ehemals Schlagzeug bei Nirvana). Alain Johannes, ehemaliges Mitglied von Queens of the Stone Age, begleitet das Trio bei Live-Auftritten.

## Bandgeschichte
Der New Musical Express berichtete im Juli 2009, dass das Trio in Los Angeles aufnahm. Die Zusammenarbeit wurde zuerst durch Grohl in einem Interview im Jahr 2005 mit Mojo öffentlich vorgebracht, mit den Worten „Das nächste Projekt, das ich versuche zu beginnen, schließt mich an den Trommeln, Josh Homme an der Gitarre und John Paul Jones ein, der Bass spielt. Das ist das nächste Album.“ Über das werdende Projekt sagte die Frau von Homme, Brody Dalle, im Juli 2009, dass „ich darüber nicht reden darf, aber ich denke [das Projekt] ist, verdammt noch mal, erstaunlich. Beats und Sounds, die Sie vorher nie gehört haben“.
Das Trio trat mit seiner ersten Show im Metro-Club in Chicago, Illinois am 9. August 2009 auf. Jim DeRogatis von der Chicago Sun-Times zufolge spielte die Band während des 80-minütigen Sets nur Originalmaterial mit Titeln wie Interlude with Ludes, Caligulove und Scumbag Blues.
Ihre zweite Show fand im Melkweg in Amsterdam am 19. August statt. Außerdem trat die Band am darauffolgenden Tag als Überraschungsgast beim Pukkelpop Festival in Belgien auf.
Das erste Studioalbum der Band trägt den Namen Them Crooked Vultures. Es wurde am 13. November 2009 weltweit etappenweise herausgebracht, zunächst in Australien sowie Deutschland, Österreich und der Schweiz. Ab dem 16. November 2009 folgten weitere Staaten Europas, bevor das Album am 17. November 2009 in den USA und Kanada erschien. Im Vorfeld wurden Teaserclips zu einigen der auf dem Album enthaltenen Liedern via Youtube veröffentlicht. Die erste Singleauskopplung New Fang hatte am 26. Oktober 2009 Radiopremiere.
Im Vorfeld der Veröffentlichung wurde am 9. November 2009 das gesamte Album auf das offizielle Youtube-Bandprofil hochgeladen und erst zum Verkaufsstart eine Woche später wieder entfernt.

Bandmitglieder
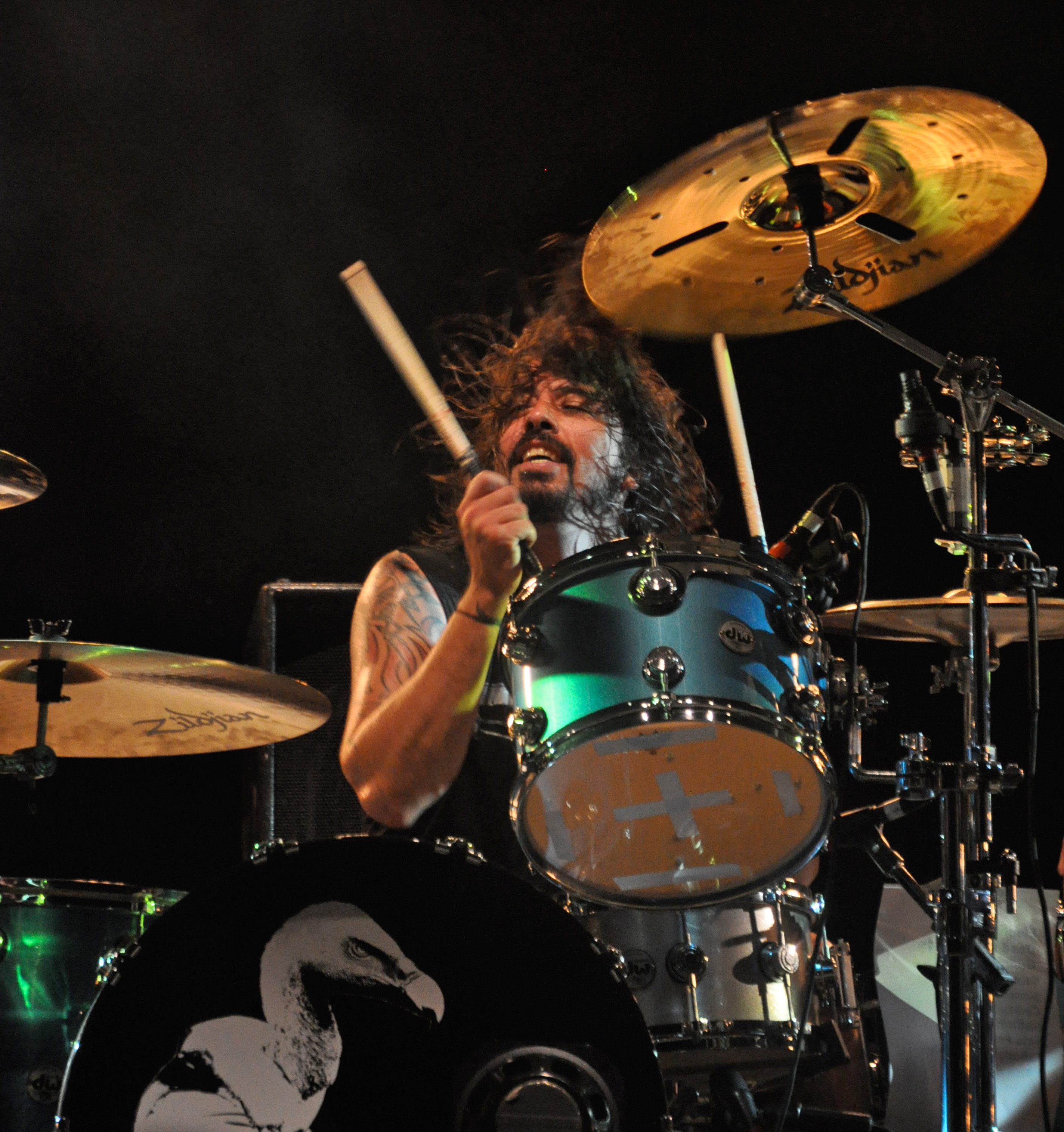
Dave Grohl – Schlagzeug
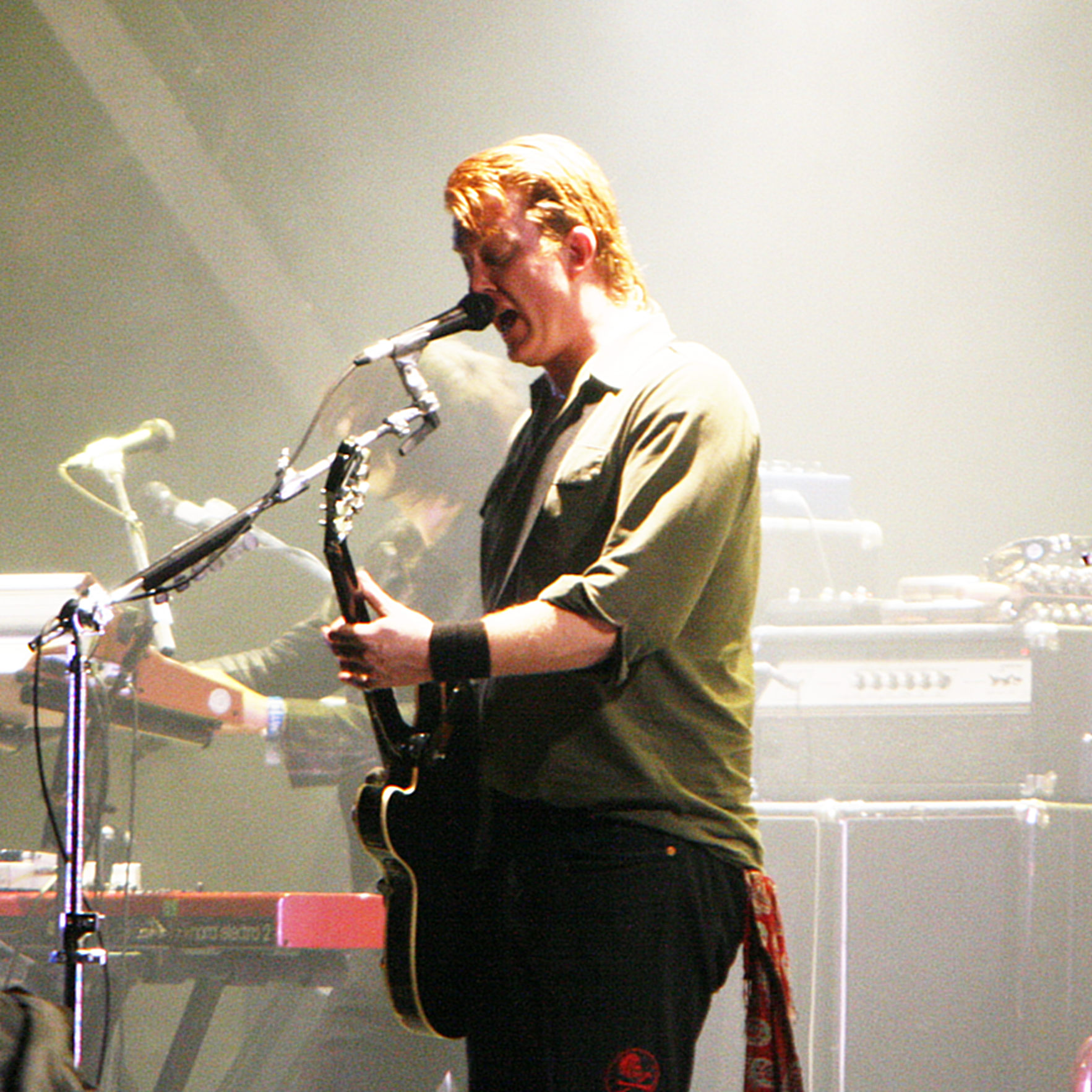
Josh Homme – Gitarre, Gesang
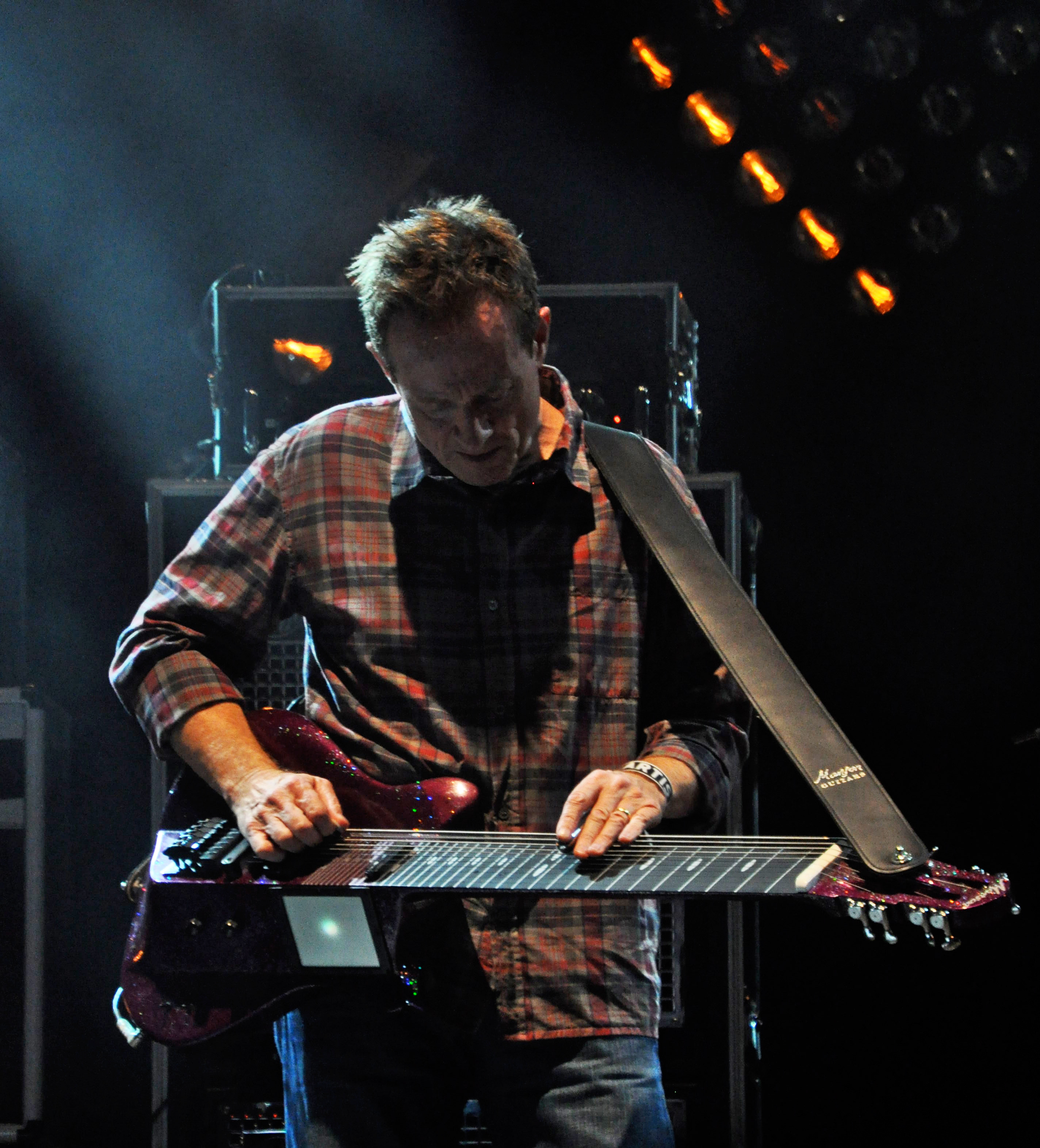
John Paul Jones – Bass, Keyboard

## Diskografie
Alben
- 2009: Them Crooked Vultures (Interscope)

Singles
- 2009: New Fang (DGC/Interscope)
- 2009: Mind Eraser, No Chaser (Interscope)

## Auszeichnungen für Musikverkäufe
| Goldene Schallplatte - Australien - 2009: für das Album Them Crooked Vultures Platin-Schallplatte - Kanada - 2016: für das Album Them Crooked Vultures - Neuseeland - 2022: für das Album Them Crooked Vultures |

Anmerkung: Auszeichnungen in Ländern aus den Charttabellen bzw. Chartboxen sind in ebendiesen zu finden.
| Land/RegionAuszeichnungen für Musikverkäufe (Land/Region, Auszeichnungen, Verkäufe, Quellen) | Gold     | Platin     | Verkäufe | Quellen           |
| -------------------------------------------------------------------------------------------- | -------- | ---------- | -------- | ----------------- |
| Australien (ARIA)                                                                            | Gold1    | —          | 35.000   | aria.com.au       |
| Kanada (MC)                                                                                  | —        | Platin1    | 80.000   | musiccanada.com   |
| Neuseeland (RMNZ)                                                                            | —        | Platin1    | 15.000   | radioscope.net.nz |
| Vereinigtes Königreich (BPI)                                                                 | Gold1    | —          | 100.000  | bpi.co.uk         |
| Insgesamt                                                                                    | 2× Gold2 | 2× Platin2 |          |                   |

## Auszeichnungen
- 2011: Grammy in der Kategorie „Best Hard Rock Performance“ für New Fang